# 太田明生
太田 明生（おおた あきお、1984年（昭和59年）9月3日 - ）は、日本の元スピードスケート選手、北海道テレビのディレクター。身長175.2cm。JR北海道に所属していた。

## 略歴
北海道網走市生まれ。同市立二見ケ岡小学校1年のときスケートを始める。同市立第五中学校では網走スピードスケート少年団に所属。中学3年の時、全国中学スケート男子500メートルで優勝した。北海道池田高等学校3年生でインターハイ500メートルで2位。高校卒業後は明治大学政治経済学部に進学し、2006年、2007年とインターカレッジで500メートル連覇を果たした。2010年バンクーバーオリンピックにも出場し、500メートルで17位。同年のW杯ヘーレンフェイン大会では、500メートルで3位入賞を果たした。
2014年2月に引退。現在は北海道テレビ放送報道情報局スポーツ部にて、番組制作にあたっている。